# Marie-Josèphe Yoyotte
Marie-Josèphe Yoyotte (* 5. November 1929 in Saint-Fons; † 17. Juli 2017) war eine französische Filmeditorin.

## Leben
Yoyotte erlernte ihr Schnitthandwerk nicht an einer Filmhochschule, sondern durch Praktika und Assistentenstellen bei Filmeditoren. Bereits 1957 lieferte sie mit À la Jamaïque ihren ersten eigenständigen Filmschnitt ab. Bis zu ihrer letzten Arbeit an Le deuxième souffle im Jahr 2007, konnte sie auf eine über 50 Jahre andauernde Karriere zurückblicken. Obwohl sie überwiegend für den Schnitt von Spielfilmen engagiert wurde, war sie auch für den Schnitt einiger Dokumentarfilme wie Orson Welles: The One-Man-Band, Mikrokosmos – Das Volk der Gräser und Nomaden der Lüfte – Das Geheimnis der Zugvögel verantwortlich. Für die beiden Letztgenannten erhielt sie jeweils einen César für den Besten Schnitt. Für die Filme Die schönen Wilden und Die siebente Saite erhielt sie jeweils eine Nominierung. Während ihrer Karriere pflegte sie mit Claude Pinoteau eine mehrjährige Zusammenarbeit und schnitt für ihn Filme wie Die Ohrfeige, La Boum – Die Fete, La Boum 2 – Die Fete geht weiter und Die Studentin.

## Filmografie
- 1957: À la Jamaïque
- 1959: Sie küßten und sie schlugen ihn (Les quatre cents coups)
- 1960: Das Testament des Orpheus (Le testament d'Orphée)
- 1962: Krieg der Knöpfe (La guerre des boutons)
- 1970: Der Zerstreute (Le distrait)
- 1973: Ich – die Nummer eins (Le silencieux)
- 1974: Die Ohrfeige (La gifle)
- 1975: Die schönen Wilden (Le sauvage)
- 1976: Police Python 357
- 1976: Der große Angeber (Le grand escogriffe)
- 1977: Goodbye Emmanuelle
- 1979: Ein Mann in Wut (L’homme en colère)
- 1980: La Boum – Die Fete (La Boum)
- 1981: Diva
- 1982: Feuer und Flamme (Tout feu, tout flamme)
- 1982: La Boum 2 – Die Fete geht weiter (La Boum 2)
- 1984: Tödliche Angst (La septième cible)
- 1985: Die Familienpyramide (L’été prochain)
- 1988: Die Studentin (L’étudiante)
- 1991: Die siebente Saite (Tous les matins du monde)
- 1995: Orson Welles: The One-Man-Band (Dokumentarfilm)
- 1996: Mikrokosmos – Das Volk der Gräser (Microcosme – Le peuple de l’herbe) (Dokumentarfilm)
- 1998: Der Graf von Monte Christo (Le comte de Monte Christo)
- 1999: Balzac – Ein Leben voller Leidenschaft (Balzac)
- 1999: Himalaya – Die Kindheit eines Karawanenführers (Himalaya – L’enfance d’un chef)
- 2000: Les Misérables – Gefangene des Schicksals (Les misérables)
- 2001: Nomaden der Lüfte – Das Geheimnis der Zugvögel (Le peuple migrateur) (Dokumentarfilm)
- 2003: Gefährliche Liebschaften (Les liaisons dangereuses) (Fernsehzweiteiler)
- 2004: Genesis
- 2005: Sie sind ein schöner Mann (Je vous trouve très beau)
- 2007: Le deuxième souffle

## Nominierungen und Auszeichnungen
- César
  - 1976: Bester Schnitt – Die schönen Wilden (nominiert)
  - 1977: Bester Schnitt – Police Python 357
  - 1992: Bester Schnitt – Die siebente Saite (nominiert)
  - 1997: Bester Schnitt – Mikrokosmos – Das Volk der Gräser
  - 2002: Bester Schnitt – Nomaden der Lüfte – Das Geheimnis der Zugvögel